# کساندر بوگرون
کساندر بوگرون (فرانسوی: Cassandre Beaugrand‎؛ زادهٔ ۲۳ may ۱۹۹۷ (۲۷ سال)) ورزشکار ورزش سه‌گانه زن اهل فرانسه است.
وی در مسابقات کشوری و بین‌المللی در مجموع برندهٔ ۱ مدال برنز شده‌است.